# 1980 en fantasy
| Années de la fantasy : 1977 - 1978 - 1979 - 1980 - 1981 - 1982 - 1983    |
| Décennies de la fantasy : 1950 - 1960 - 1970 - 1980 - 1990 - 2000 - 2010 |

L'année 1980 a été marquée, en matière de fantasy, par les événements suivants.

## Romans - Recueils de nouvelles ou anthologies - Nouvelles
- Les Chroniques de Thomas Covenant : Le Rituel du sang (The Wounded Land), quatrième tome des Chroniques de Thomas Covenant
- Le Château de Lord Valentin (Lord Valentine's Castle), roman de Robert Silverberg
- Contes et légendes inachevés, recueil de récits écrit par J. R. R. Tolkien, édité à titre posthume par son fils Christopher Tolkien
- Les Cours du Chaos (The Courts of Chaos), cinquième roman du cycle des Princes d'Ambre, écrit par Roger Zelazny
- L'Enfant tombé de nulle part (Changeling), roman de Roger Zelazny
- L'Ombre du bourreau (The Shadow of the Torturer), roman de Gene Wolfe
- Tuer les morts (Kill the Dead), roman de Tanith Lee
- Un vampire ordinaire (The Vampire Tapestry), roman de Suzy McKee Charnas